# Mzuzu
Mzuzu és la capital de la Regió Nord de Malawi i és la tercera ciutat més poblada de Malawi. La ciutat té 221.272 residents i 20.000 viatgers (estudiants de la Universitat de Mzuzu) amb uns 1,7 milions de persones a la seva àrea metropolitana. Es troba al districte de Mzimba. Mzuzu es troba en una bretxa a les muntanyes Viphya, i la regió agrícola que envolta la ciutat s'especialitza en el cultiu de te, cautxú i cafè. La plantació de Viphya al sud de la ciutat és el bosc artificial més gran d'Àfrica, i les reserves forestals de Lunyangwa i Kaning'ina es troben a l'est de la ciutat.
Alguns dels llocs més coneguts de la ciutat inclouen Chibavi, Luwinga, Area 1B, Chibanja, Katoto, Zolozolo, Masasa, Mchenga-utuba, Chimaliro, Kaning'ina i Katawa.

## Cultura
La cultura de la ciutat és una amalgama d'altres cultures de la Regió Nord. El tumbuka es parla àmpliament al Mzuzu, però també es parlen altres llengües com el chewa, el tongalès, el suahili i el ngonde. Mzuzu també acull un museu, inaugurat el 1986, que mostra artefactes de diverses cultures a la regió del nord. Els aliments populars inclouen sima (ja sigui fet de blat de moro, anomenat localment sima ya ngoma, o feta amb mandioca, anomenada localment sima ya mayagho), arròs, anomenat localment mpunga i peix batala (un mormírid de nas d'ampolla, Mormyrus longirostris). El batala prové de les aigües properes del llac Malawi a la badia de Nkhata. Altres aliments comuns inclouen: blat de moro, bananes, plàtans, cacau, mandioca i moniatos.

## Economia i infraestructures
El centre comercial de la regió té producció de cafè, fusta, fruita, llet i mel. La fabricació inclou medicaments, cosmètics i fusta. A través de la Universitat de Mzuzu, la ciutat té una mà d'obra altament qualificada. Mzuzu també té bones terres cultivables, però encara està desenvolupant la seva indústria elèctrica cap a un estat suficient i fiable. Hi ha una bona mobilitat de capital a través de noves instal·lacions bancàries. També hi ha petites i mitjanes empreses que ofereixen serveis de telecomunicacions, cibercafès i botigues polivalents. Es poden trobar cadenes nacionals com Chipiku, Peoples Trading i òptiques A.C. La ciutat és la base de les empreses nacionals Mzuzu Coffee, Kentam Products Limited, Mzupaso Paints Limited i la revista Northern Life. Mzuzu té dos mercats principals, inclòs el mercat de Taifa, que ven fruites, roba, telèfons mòbils, sabates i altres productes.

## Educació
La ciutat és la seu de la Universitat de Mzuzu, fundada el 1999. La universitat té cinc facultats: Gestió turística i hotelera, Educació, Ciències de la salut, Ciències ambientals i de la informació i Biblioteconomia. Mzuzu Technical College, que va ser fundada el 1958 pels Pares Blancs, es troba a Mzuzu. És la llar de les principals escoles secundàries del nord, com ara l'escola secundària Marymount, l'escola secundària privada de Wukani, l'escola secundària del govern de Katoto, les escoles Viphya de l'escola secundària de la comunitat de Zolozolo i l'Acadèmia Mzuzu.
La ciutat també té diverses escoles primàries com Wukani, Trust Academy, Wongani escola primària privada [dirigida per MIC Catholic Sisters], les escoles Beehive i Hilltop.

## Turisme
Les atraccions turístiques properes inclouen les platges de sorra del llac Malawi i activitats aquàtiques. El Parc Nacional de Nyika, el parc més gran de Malawi, ofereix senderisme, bicicleta de muntanya, safaris a cavall i excursions en 4x4. Els llocs d'oci de l'hotel Mzuzu i l'O Seasons abans coneguts com a Key Lounge atrauen artistes nacionals i internacionals i acullen altres activitats populars tant entre els turistes com la comunitat local. Altres llocs d'entreteniment inclouen el club de golf Mzuzu, Villa Kagwentha (coneguda per les discoteques dels dissabtes a la nit) i el recentment inaugurat parc dels esquirols. També hi ha diversos centres recreatius com ara Lake View Lodge i el Santuari de Mzuzu. El jardí botànic Mzuzu es troba a Zolozolo. Es pot fer senderisme a la muntanya a les muntanyes de Kaning'ina properes. La presa de Gulliver, que subministra aigua a la ciutat de Mzuzu i els voltants, també ofereix senderisme.
El 1st Poulner Scout Group (Regne Unit) ha creat un càmping escolta amb una infraestructura important als afores de Mzuzu anomenat Kavuzi Campsite.

## Transport
Per avió la ciutat de Mzuzu té accés per l'aeroport de Mzuzu. El 2017, el govern va començar la construcció d'un nou aeroport més gran a la zona de Dunduzu.
Mzuzu es troba a l'autopista M1 de Malawi, que recorre tot el país de nord a sud. És el terme nord de l'autopista M5, que va cap a l'est a través d'un buit a les muntanyes Viphya cap a la badia de Nkhata, i després cap al sud al llarg de la riba del llac Malawi.

## Esports
El futbol és un esport popular a Mzuzu. Dos equips, Moyale Barracks FC i Mzuni representen la ciutat a la lliga de màxima categoria de Malawi. L'estadi Mzuzu (15.000 espectadors) és l'únic estadi de la ciutat, construït al voltant de 1970 amb mà d'obra penitenciaria. La ciutat té dos grans equips de bàsquet, Nkhulande i Pistons.

## Veïns destacats
Shepherd Bushiri, fundador de l'Enlightened Christian Gathering, és de Mzuzu. Bushiri també és el fundador de PSB Network i de Prophetic Channel.